# Atya gabonensis
El camarón gigante de Gabón (Atya gabonensis) es una especie de crustáceo decápodo de la familia Atyidae. Es un camarón de agua dulce, endémico de África Occidental. Es un filtrador omnívoro que utiliza pinzas similares a plumas para filtrar partículas del agua. Puede llegar a medir hasta 15 centímetros (6 pulgadas).

## Distribución
Atya gabonensis se encuentra en África Occidental, desde Senegal hasta Gabón y la República Democrática del Congo. Los relatos de su hallazgo en América del Sur desde Venezuela hasta Brasil son un caso de identidad equivocada.

## En acuarios
Uno de sus requisitos es una corriente de moderada a fuerte donde los camarones puedan sentarse y atrapar comida. Ya sea un tanque muy bien establecido con suficiente plancton, o alimentación suplementaria de comida para peces finamente molida, polvo de espirulina, etcétera, preferiblemente alimentados puntualmente. Si comienzan a patrullar el fondo y tamizar la arena, esto es una señal de que no están obteniendo lo suficiente para comer de la alimentación por filtración y están en peligro de morir de hambre. Un PH de 6,5 a 7,8 es aceptable, así como temperaturas de 23 a 29 °C (74 a 84 °F). Como la mayoría de los invertebrados, son muy susceptibles a los medicamentos utilizados para tratar muchas enfermedades de los peces, el cobre es mortal. También es posible el envenenamiento por amoníaco y nitrito. 
La coloración de esta especie puede variar de un blanco cremoso a un marrón casi oxidado, y también a un azul profundo. Se cree que las condiciones del agua afectarán la coloración y que el agua dura provoca el morfo azul. Se sabe que estos camarones cambian de color varias veces en el mismo año.